# Central-Panay-Berge

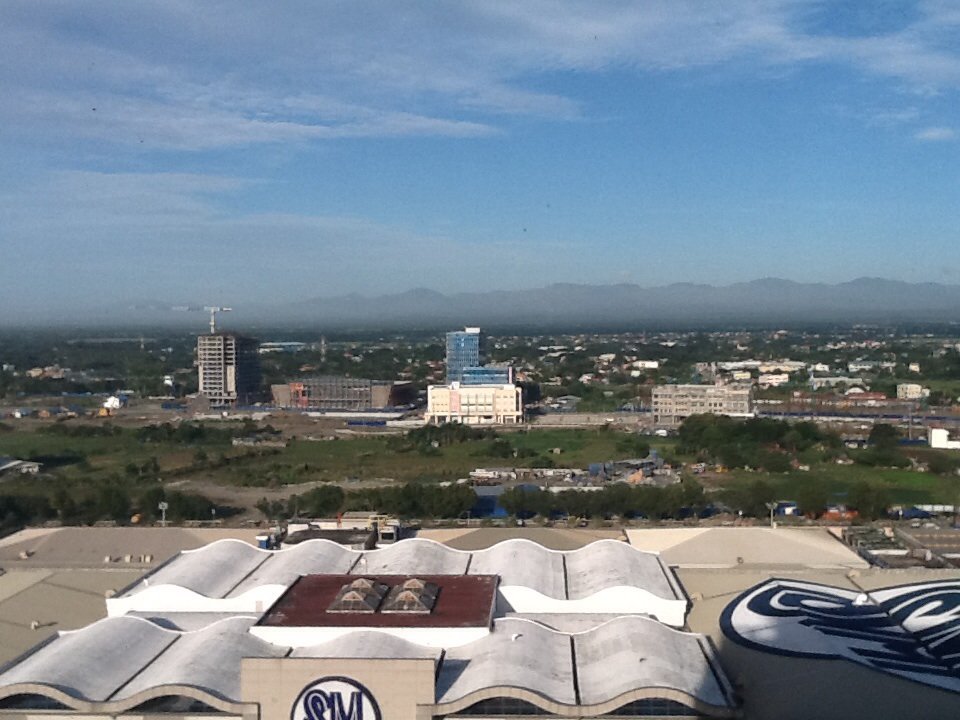
Südliche Ausläufer der Central-Panay-Berge, Blick von Osten aus Iloilo City

Die Central-Panay-Berge sind ein Gebirge auf den Philippinen. Sie befinden sich im westlichen Teil der Insel Panay und umfassen Gebiete aller vier Inselprovinzen Antique, Aklan, Capiz und Iloilo.
Die Central-Panay-Berge erstrecken sich vom Süden bis zur nordwestlichen Halbinsel der Insel Panay über eine Länge von ca. 120 km und eine Breite von ca. 35 bis 40 km. Das Gebirge ist das Quellgebiet des Flüsse Jalaur, Panay, Aklan und Iloilo. Der höchste Berg des Gebirges ist der Nangtud mit einer Höhe von ca. 2.117 Metern, nach anderen Quellen 2.073 Metern über dem Meeresspiegel. Weitere Berge in diesem Gebirge sind der Madja-as (2.110 Meter) im nördlichen Teil, der Baloy (1.728 m) im zentralen Teil, und der Inaman (1.585 m) in der südlichen Region des Gebirges.
Das Gebirge bedeckt ein geschlossener Regenwald auf einer Fläche von 120.770,60 Hektar, mit einem breiten Varitee an Flora und Fauna, wie der größten Blütenpflanze auf Panay der Rafflesia lobata und die Rafflesia speciosa. Letztere wurde erstmals im Jahr 2005 beschrieben.
Das Gebirge ist ein wichtiges Rückzugsgebiet der Philippinenente (Anas luzonica), des Tariktik-Hornvogels (Penelopides panini), des Panayhornvogels (Aceros waldeni) und des Negrosdschungelschnäppers (Rhinomyias albigularis). In den Regenwäldern des Gebirges leben auch die vom Aussterben bedrohte Säugetiere, der Prinz-Alfred-Hirsch (Rusa alfredi oder Cervus alfredi) und das Visayas-Pustelschwein (Sus cebifrons). Ein endemischer Vertreter der Warane auf der Insel Panay ist der stark bedrohte und nur in den Central-Panay-Bergen vorkommende Panay-Waran (Varanus mabitang).
Um Zählungen der Bestände zu ermöglichen und die Flora und Fauna zu dokumentieren, wurde das PanayCon-Projekt gegründet. Dieses Projekt wird unterstützt von der Uni Bochum und der Zoologischen Gesellschaft Frankfurt.

## Trivia
Das einzige bekannte Naturschutzgebiet ist der Northwest Panay Peninsula Natural Park, es gibt derzeit Anstrengungen auch die Zentrale Gebirgslandschaft unter Naturschutz zu stellen. Um den Berg Madja-as ranken sich zahlreiche Legenden, so auch die Legende Konföderation von Madja-as.